# Scott Touzinsky
Scott Joseph Touzinsky (St. Louis, 22 de abril de 1982) é um jogador de voleibol dos Estados Unidos da América. Em 2008 conquistou a medalha de ouro nos Jogos Olímpicos de 2008, em Pequim.

## Carreira
Touzinsky iniciou sua carreira jogando pela St. John Vianney High School entre 1997 e 2000. Em 2001 entrou para a Long Beach State University onde gradou-se em comunicação e seguiu sua carreira como atleta universitário. Entre suas conquistas nesse período está um medalha de bronze na Universíada de Verão de 2003 em Daegu, Coreia do Sul.
Em 2007 foi convocado para o Campeonato da NORCECA onde obteve a medalha de ouro com a seleção americana de maiores. No ano seguinte fez parte da equipe que obteve a primeira medalha de ouro para os Estados Unidos na Liga Mundial e completou o ano de conquistas com a medalha de ouro nos Jogos Olímpicos de Pequim.